# 독일계 브라질인
독일계 브라질인(포르투갈어: teuto-brasileiro, 독일어: Deutschbrasilianer, 영어: German Brazilian)은 현재 브라질에 거주하는 독일계 사람들을 지칭하는 말이다. 현재 상파울루 일대에 거주하고 있다. 그들의 이민은 19세기에 시작된다. 그 이후로도 독일로부터 많은 이들이 유입되어 왔다. 오늘날 그들은 브라질에서 다양한 직업에 종사하고 있고, 일부는 혼혈족도 생겨났다.

## 대표 인물
- 둥가 - 브라질의 축구 선수
- 지젤 번천 - 브라질의 모델
- 오스카르 니에메예르 - 브라질의 건축가
- 아르투르 프리덴라이히 - 브라질의 축구 선수(아프리카인과의 혼혈)
- 안드레아스 파벨 - 브라질의 발명가
- 에르네스투 게이세우 - 브라질의 군인, 정치인
- 페르난두 콜로르 - 브라질의 정치인
- 이타마르 프랑쿠 - 브라질의 정치인(이태리인과의 혼혈)
- 아딜손 와컨 - 브라질의 축구 선수
- 모히스 알베르트 - 브라질의 가수 겸 기타 연주자
- 베라 피셔 - 브라질의 배우
- 다니엘리 수주키 - 브라질의 배우(일본, 이태리, 원주민과의 혼혈)

이 중 다니엘리 수주키는 종종 일본계 브라질로 분류되나, 독일인의 피가 흐르고 있다.

## 같이 보기
- 독일계 미국인
- 독일계 캐나다인